# Pengxing (sockenhuvudort i Kina, Hubei Sheng, lat 30,97, long 113,91)
Pengxing (kinesiska: 朋兴, 朋兴乡) är en sockenhuvudort i Kina. Den ligger i provinsen Hubei, i den centrala delen av landet, omkring 55 kilometer nordväst om provinshuvudstaden Wuhan. Antalet invånare är 35 544. Befolkningen består av 17 052 kvinnor och 18 492 män. Barn under 15 år utgör 14,0 %, vuxna 15-64 år 75 %, och äldre över 65 år 10,0 %.
Runt Pengxing är det tätbefolkat, med 982 invånare per kvadratkilometer. Närmaste större samhälle är Xiaogan, 4,4 km söder om Pengxing. Trakten runt Pengxing består till största delen av jordbruksmark.
Genomsnittlig årsnederbörd är 1 441 millimeter. Den regnigaste månaden är juli, med i genomsnitt 203 mm nederbörd, och den torraste är december, med 19 mm nederbörd.